# Liste der Monuments historiques in Courcelles-sous-Châtenois
Die Liste der Monuments historiques in Courcelles-sous-Châtenois führt die Monuments historiques in der französischen Gemeinde Courcelles-sous-Châtenois auf.

## Liste der Immobilien
| Bezeichnung | Beschreibung           | Standort                 | Kennzeichnung | Schutzstatus | Datum | Bild           |
| ----------- | ---------------------- | ------------------------ | ------------- | ------------ | ----- | -------------- |
| Wegekreuz   | Stein, 16. Jahrhundert | östlich des Ortes (Lage) | PA00107122    | Classé       | 1909  | weitere Bilder |

## Liste der Objekte
| Bezeichnung                       | Beschreibung           | Standort                        | Kennzeichnung | Schutzstatus | Datum | Bild |
| --------------------------------- | ---------------------- | ------------------------------- | ------------- | ------------ | ----- | ---- |
| Retabel Marienkrönung und Apostel | Stein, 16. Jahrhundert | in der Kirche St-Laurent (Lage) | PM88000161    | Classé       | 1908  |      |